# Союз-24
Союз-24 — космічний корабель (КК) серії «Союз». Серійний номер 66. Реєстраційні номери: NSSDC ID: 1977-008A; NORAD ID: 9804. Друга експедиція на орбітальну станцію (ОС) Салют-5 («Алмаз-3»).

## Екіпаж
- Основний

Командир Горбатко Віктор Васильович
Бортінженер Глазков Юрій Миколайович
- Дублерний

Командир Березовий Анатолій Миколайович
Бортінженер Лисун Михайло Іванович
- Резервний

Командир Козельський Володимир Сергійович
Бортінженер Преображенський Володимир Євгенович

## Політ Хронологія польоту
7 лютого 1977 року 16:11 UTC з космодрому Байконур ракетою-носієм Союз-У (11А511У) запущено КК Союз-24 з екіпажем Горбатко/Глазков.
8 лютого о 17:38 UTC КК Союз-24 зістикувався з ОС Салют-5.
На кораблі доставлено ремонтне обладнання і обладнання для зміни атмосфери кабіни. Після прибуття аналіз показав, що в атмосфері нема токсинів. Екіпаж частково замінив атмосферу зі спеціальної ємності в орбітальному відсіку корабля, щоб випробувати технологію майбутніх доставок повітря вантажними кораблями Прогрес. Місія тривала менше 18 діб, але була оцінена як успішна, оскільки екіпаж виконав майже стільки, скільки раніше перший екіпаж станції за майже 50 діб. Здійснено наукові експерименти з дослідження Сонця, спостереження Землі та матеріалознавства.
25 лютого о 06:21 UTC КК Союз-24 відстикувався від ОС Салют-5, і о 09:38 UTC успішно приземлився за 37 км на північний схід від міста Аркалик.